# Bardaisan
Bardaisan, también referido como Bardesano, Bardesan o Bardesanes, su nombre en griego, fue un escritor, poeta y filósofo arameo (de los también llamados siríacos), del siglo II d. C. (154-222), nacido en la antigua Edesa y reconocido como afín con las corrientes gnósticas del cristianismo primitivo de la escuela valentiniana.
Autor de numerosos himnos cristianos, Bardaisan ocupa un lugar destacado en la historia de la música litúrgica y ha sido considerado como el verdadero fundador de la poesía siriaca.

## Vida

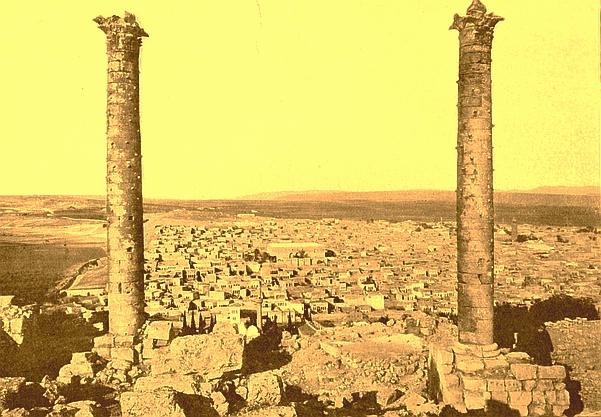
Las dos grandes columnas de Edesa, la ciudad de Bardaisan. Fotografía del.

Son diversas las fuentes que refieren el nacimiento de Bardaisan en las orillas del río Daisan que bañaba la antigua ciudad de Edesa, de ahí su nombre sirio: Bar Daisan, hijo de Daisán. El historiador y geógrafo árabe Al-Masudi (s. X d. C.) recoge la tradición de que Bardaisan no nació en las orillas del río edesano, sino que fue recogido de las mismas. La confiable Crónica de Edesa (ca. siglo VI) registra la fecha de su nacimiento el 11 del mes de Tammuz del año 465 de la era seléucida, es decir el 11 de julio del año 154.
Sus padres, Nuhama y Nahshiram, eran originarios de Erbil. Recibió una cuidada educación greco-oriental, viviendo la mayor parte de su vida en la corte del rey Abgar IX ―o Abgar VIII, según la fuente― de Osroena o Edesa (179-214), del que fue tutor en su infancia y amigo durante su reinado. Tal amistad condujo a la conversión del rey a la fe de Bardaisan, impregnada de la comprensión gnóstica oriental del filósofo arameo, por lo que Edesa pudiera haber sido el primer y único estado gnóstico de la historia.
En Manbij o Mabog, la antigua Hierápolis Bambyce siria, muy joven recibió instrucción por un sacerdote del culto de Atargatis.
No es sabido con certeza cuándo ni por qué, se adheriría al primitivo cristianismo siríaco imbuido con fuertes componentes doctrinarios del gnosticismo oriental, que quedarían plasmados en su obra literaria.
Los obispos Epifanio de Salamis (ca. 310-403) y Bar Hebraeus (1226-1286) aseveran que Bardaisan comenzó con la ortodoxia cristiana pero que luego se adhirió al gnosticismo valentiniano. Por el contrario Eusebio de Cesarea (ca. 275-339) señala en su Historia eclesiástica que después de un tiempo se alejó de las doctrinas gnósticas si bien, según el historiador eclesiástico, éstas siempre mantuvieron preeminencia en su pensamiento religioso y filosófico.
El historiador Sexto Julio Africano (ca. 160-240) refiere notas biográficas sobre Bardaisan, comentando que era un hábil arquero y escritor de largos tratados filosóficos, religiosos y etnográficos. Miguel el Sirio (1126 - 1199), patriarca de la Iglesia ortodoxa siria, da cuenta de que Bardaisan fue convertido al cristianismo en el año 179 por el Obispo Histapes de Edesa e incluso ordenado diácono por él.
Era compendioso en su saber, que abarcaba tanto las tradiciones brahmánicas de la India, a las que diferenciaba claramente del budismo, como el platonismo griego.
Cuando el emperador Caracalla invadió Edesa (216-217) y posteriormente se dieron persecuciones a los cristianos edesanos, Bardaisan abandonó la ciudad exiliándose a Armenia. Allí compuso una Historia de Armenia basada en la crónicas del templo, que fue encontrada en la fortaleza de Ani y en la cual se apoyó Moisés de Corene (siglo V) para sus escritos historiográficos de Armenia. Con todo, no hay certeza si su fallecimiento tuvo lugar en Siria o en Armenia (222-223 d. C.).

## Obra escrita y pensamiento

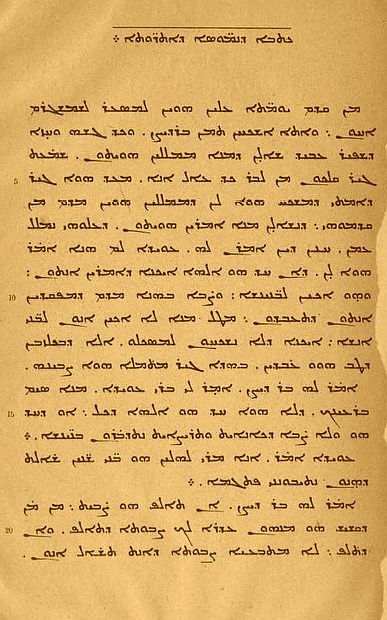
Comienzo en el original siriaco del Libro de las leyes de los países o Diálogo sobre el destino de Bardaisan de Edesa. Edición de 1897 por F. Nau.

La obra literaria de Bardaisan fue considerable. Sin embargo, aunque le son atribuidos muchos libros de poético e inspirado estilo en siriaco y también en griego, sólo se conservan algunos fragmentos y el original siriaco de su obra Diálogo sobre el destino o Libro de las leyes de los países.
Se le considera el autor de ciento cincuenta himnos en los cuales hace llegar su particular visión y comprensión filosófica gnóstica. Estos, de reconocida belleza, perduraron en el tiempo y el enciclopedista musulmán Ibn al-Nadim lo cita en el siglo X en su obra Kitab al Fihrst.
Harmonio, uno de sus hijos, profundizó en los elementos gnósticos de las enseñanzas de Bardaisan, propagándolos en himnos que compuso con una especial habilidad, de modo que a mediados del siglo V seguían siendo muy populares según relata el historiador Sozomeno, hasta el punto de que su adversario doctrinal Efrén de Siria, en la segunda mitad del siglo IV, se valió de las melodías de algunos de ellos, plagiándolas y cambiándoles el texto, en su ánimo de refutar la corriente bardaisanita.
En uno de los himnos de Efrén es recogida la enseñanza de Bardaisan de un Padre de Vida y una Madre de Vida que juntos dan a luz un Hijo, al que denomina también la Palabra o Logos de Pensamiento. Bardaisan al igual que otros escritores "proto-ortodoxos" sirios y gnósticos del cristianismo primitivo, contemplaron el Espíritu Santo como hipóstasis femenina.
La obra Diálogo sobre el destino o Libro de las leyes de los países procedente de la escuela de pensamiento de Bardaisan en Edesa y escrita por su discípulo Felipe, es una de las primeras obras de la literatura en siriaco, así como una de las de mejor estilo y composición conceptual.
En este diálogo de estilo socrático, el mismo Bardaisan aparece como principal orador desarrollando una rigurosa exposición en respuesta a preguntas y objeciones que le son presentadas por Avida, uno de sus discípulos, y encaminada a demostrar que, aunque el ser humano está sujeto, por un lado a la Naturaleza- por su corporeidad física- y por otro, a las fuerzas del destino inscritas en las estrellas y planetas - en razón de su alma sensible a ellas- que le influyen y direccionan en los eventos y circunstancias de su vida, con todo, el ser humano, tiene un margen de libertad, que le ha sido otorgado por Dios, para hacer lo que es correcto y abstenerse de lo que es incorrecto. Su pensamiento sobre las fuerzas celestes que influyen sobre el ser humano han ayudado a acercarse a una mejor compresión de las ideas astrológicas expresadas en la Pístis Sophía, uno de los más importante textos de la literatura gnóstica de la escuela valentiniana.
La astrología caldea y persa contaba ya, en el tiempo de Bardaisan, con una antiquísima y prestigiosa tradición en el Oriente Medio, Mesopotamia y Persia y de la cual es una expresión, más allá de su simbolismo, la visita de los Magos - del griego magoi, astrólogos, nombre también de la casta sacerdotal de la religión zoroástrica-de Oriente, posiblemente Persia, a que se hace referencia en los Evangelios (Mt 2, 1-12).
La relevancia de este saber astrológico presente en el pensamiento de Bardaisan, en el que se apoyó sin embargo para combatir el fatalismo que hasta entonces acompañaba a la astrología, fue criticada y contemplada como herética por los comentaristas ortodoxos posteriores. Del mismo modo se ha significado su rechazo de la resurrección de los cuerpos, en consonancia con algunas de las corrientes doctrinarias gnósticas del cristianismo primitivo que contemplaban que «la resurrección debe recibirse en vida», como expresa el Apócrifo Evangelio gnóstico de Felipe. Acorde a este entendimiento, es la resurrección en vida del alma, con el cuerpo espiritual- que refiere el Apóstol Pablo, 1 Cor 15:44-, a la que deben dirigirse los esfuerzos del cristiano, pues de otro modo ella permanecerá muerta a la verdadera Luz (interpretando así a Lc 9, 60: "Deja que los muertos entierren a sus muertos").
La verdadera vestidura del alma, según el filósofo y poeta de Edesa, es la forma ideal que ésta olvidó en el Cielo y sólo reasumirá después de la muerte: la muerte mística al pecado. Por ello es que la Vestidura de Gloria no es para todos, pues no todos eligen la estrecha senda de la purificación interior.
En esta misma obra, el Libro de las leyes de los países, Bardaisan contempla al ser humano como un compendio de cuerpo, alma y espíritu. El cuerpo es resultado del mundo denso, de la materia. El alma se ve afectada por las influencias de las esferas de los planetas que a través de ella toman cuerpo y de ahí, la importancia de conocer la astrología judiciaria para comprender el destino del ser humano en la tierra. El espíritu es el elemento divino que enlaza al ser humano con Dios y, por su propia naturaleza, permanece siempre ontológicamente libre, a diferencia del alma que sí se halla condicionada por otras influencias.
Es significativa también en esta obra, su visión de las relaciones hombre y mujer:

El deseo es una cosa diferente del amor y la amistad, que son algo más que la conexión con propósitos impuros. Deberíamos darnos cuenta, comprender sin dificultad, que la lujuria es un falso amor y que incluso si ésta da una satisfacción momentánea, hay una gran diferencia entre ésta y el verdadero amor, cuya paz dura hasta el final de los días, sin padecer problemas ni pérdidas.
 Bardaisan, Sobre el Destino

De otros escritos de Bardaisan sólo nos han llegado sus títulos:
Diálogos contra los marcionitas, La Luz y las tinieblas, La Naturaleza espiritual de la Verdad, Lo estable o permanente y lo inestable, Libro de los caldeos y Libro sobre los signos del zodiaco.
Algunos eruditos han conjeturado, sin hasta el momento confirmarse esta hipótesis, sobre la autoría de Bardaisan de los escritos conocidos como Las Odas de Salomón.
La figura de Bardaisan es, en muchos sentidos, la semilla de lo que más tarde vendría a ser llamado como la corriente o escuela gnóstica del cristianismo primitivo atribuida a Santo Tomás. La tradición sostiene que el apóstol Santo Tomás fue el primero que llevó el cristianismo a Siria y es considerado fundador y santo patrón de la Iglesia ortodoxa siria en el Medio Oriente y en la India. De este modo, la corriente o escuela de Santo Tomás en el cristianismo queda conectada con Bardaisan, aun cuando esta ligazón o conexión no fuera en gran medida reconocida por los círculos eclesiásticos. El Evangelio de Tomás de los Manuscritos de Nag Hammadi es en su origen, con toda probabilidad, del gnosticismo del cristianismo sirio primitivo. Esto mismo puede aplicarse con otros escritos atribuidos al Apóstol Tomás como el Libro de Tomás el Contendiente y, muy especialmente, el conocido como los Hechos de Tomás.
Algunos expertos consideran que algunas partes de este apócrifo neotestamentario pudieran haber sido escritas por Bardaisan y más concretamente, el alegórico poema El Himno de la perla o Himno del alma

que durante mucho tiempo, se le ha atribuido a él o a un poeta bardaisanita y aunque recientes investigaciones sugieren que el autor pudiera ser nativo de Mesena, al sur de Babilonia, y que su lenguaje original era el arameo oriental y no el siriaco, esta cuestión está todavía por dilucidar.
Otra parte de los Hechos de Tomás que muestra gran afinidad con el pensamiento de Bardaisan es el poema llamado Himno de la Novia, Himno Nupcial o Himno de Bodas -traducido por el escritor R.S. Mead (1863-1933) como El Canto Nupcial o de Bodas de la Sabiduría - el cual se refiere claramente a las nupcias celestiales en la Cámara Nupcial de la Luz de la cual escribió Bardaisan.
Por todo ello ha surgido la cuestión de si Bardaisan o discípulos suyos interpolaron estas y otras partes poéticas en los Hechos de Tomás o si Bardaisan recibió muchas de sus enseñanzas gnósticas de la corriente o escuela del Apóstol Tomás y dada la imagen que como apóstol gnóstico por excelencia surge de este último en los Manuscritos de Nag Hammadi, la última posibilidad parece lo más probable.

## Características, influencia y legado
Se ha señalado la dificultad de definir la genuina posición doctrinal de Bardaisan, ya que buena parte de sus enseñanzas y pensamiento nos han llegado por los escritos de aquellos que, tiempo después de su muerte, se posicionaron contra sus ideas y las combatieron.
Por estas mismas fuentes es que sabemos que Bardaisan luchó contra otras doctrinas heterodoxas del cristianismo primitivo, como el marcionismo, que son consideradas en su ideario, aunque con peculiaridades propias, afinidades con el pensamiento doctrinal de Valentín.
Sabemos por Epifanio (Panarion 9) que, como otros muchos cristianos de su tiempo, se apoyó en La Ley y Los Profetas, en el Antiguo y Nuevo Testamento y en algunos de los Apócrifos.
Las enseñanzas atribuidas a Bardaisan están marcadas por cierto dualismo que podría proceder de fuentes iranias aunque, por otra parte, recuerdan la doctrina esenia según la encontramos en su Regla de la comunidad. Tal vez todo ello pueda explicarse, como señala Daniélou, si se contempla a Bardaisan como defensor de una gnosis judeo-cristiana, por lo cual es que ha sido llamado «el último de los gnósticos».
La línea de desarrollo en el tiempo de la singular tradición doctrinaria espiritual de los primeros siglos que se dio en Edesa y más ampliamente en Mesopotamia, parece ser que sería de este modo: en primer lugar aquellos que escribieron el Apócrifo Evangelio de Tomás, a continuación la literatura de Bardaisan, posteriormente los que escribieron los Apócrifos Hechos de Tomás, y por último surge la figura de Mani, influenciada por las anteriores.
La corriente doctrinal impulsada por Bardaisan pervivió largamente después de él, como lo demuestra el que el bibliógrafo Ibn Al Nadim (ca.932-ca.990 d. C.) refiera todavía en su tiempo, la existencia de comunidades dispersas en China y en Khurasán, que se consideraban seguidoras del pensamiento de Bardaisan.
Drijvers considera que Bardaisan puede ser contemplado como «el primer humanista cristiano que intentó conciliar el problema del mal y de la libertad humana con la premisa de la existencia de Dios».
En todo caso, al igual que ocurrió con Valentín, las doctrinas de Bardaisan y su figura no fueron contempladas como heréticas mientras vivió, lo que nos acerca a una visión de los primeros siglos de la historia del cristianismo primitivo en la que se dieron y convivían comprensiones de diversa profundidad del mensaje original cristiano.